# Танджипахоа (приход)
Танджипахоа, или Танджипахо́ (англ. Tangipahoa Parish, фр. Paroisse de Tangipahoa), — приход штата Луизиана, США. Официально образован в 1869 году. По состоянию на 2010 год, численность населения составляла 121 097 человек.

## География
По данным Бюро переписи США, общая площадь прихода равняется 2131,572 км2, из которых 2048,692 км2 — суша, и 82,880 км2, или 3,900 %, — это водоёмы.

## Население
По данным переписи населения 2000 года на территории прихода проживает 100 588 жителей в составе 36 558 домашних хозяйств и 25 773 семей. Плотность населения составляет 49,00 человек на км2. На территории прихода насчитывается 40 794 жилых строения, при плотности застройки около 20,00-ти строений на км2. Расовый состав населения: белые — 69,76 %, афроамериканцы — 28,35 %, коренные американцы (индейцы) — 0,39 %, азиаты — 0,24 %, гавайцы — 0,01 %, представители других рас — 0,46 %, представители двух или более рас — 0,78 %. Испаноязычные составляли 1,53 % населения независимо от расы.
В составе 35,30 % из общего числа домашних хозяйств проживают дети в возрасте до 18 лет, 49,90 % домашних хозяйств представляют собой супружеские пары, проживающие вместе, 16,20 % домашних хозяйств представляют собой одиноких женщин без супруга, 29,50 % домашних хозяйств не имеют отношения к семьям, 24,00 % домашних хозяйств состоят из одного человека, 8,40 % домашних хозяйств состоят из престарелых (65 лет и старше), проживающих в одиночестве. Средний размер домашнего хозяйства составляет 2,66 человека, и средний размер семьи 3,19 человека.
Возрастной состав прихода: 27,70 % — моложе 18 лет, 12,70 % — от 18 до 24, 27,70 % — от 25 до 44, 21,20 % — от 45 до 64, и 21,20 % — от 65 и старше. Средний возраст жителя прихода — 32 года. На каждые 100 женщин приходится 93,00 мужчин. На каждые 100 женщин старше 18 лет приходится 88,60 мужчин.
Средний доход на домохозяйство прихода составлял 29 412 USD, на семью — 36 731 USD. Среднестатистический заработок мужчины был 31 576 USD против 20 066 USD для женщины. Доход на душу населения составлял 14 461 USD. Около 18,00 % семей и 22,70 % общего населения находились ниже черты бедности, в том числе — 28,60 % молодёжи (тех, кому ещё не исполнилось 18 лет) и 20,10 % тех, кому было уже больше 65 лет.